# 클로드 레비스트로스

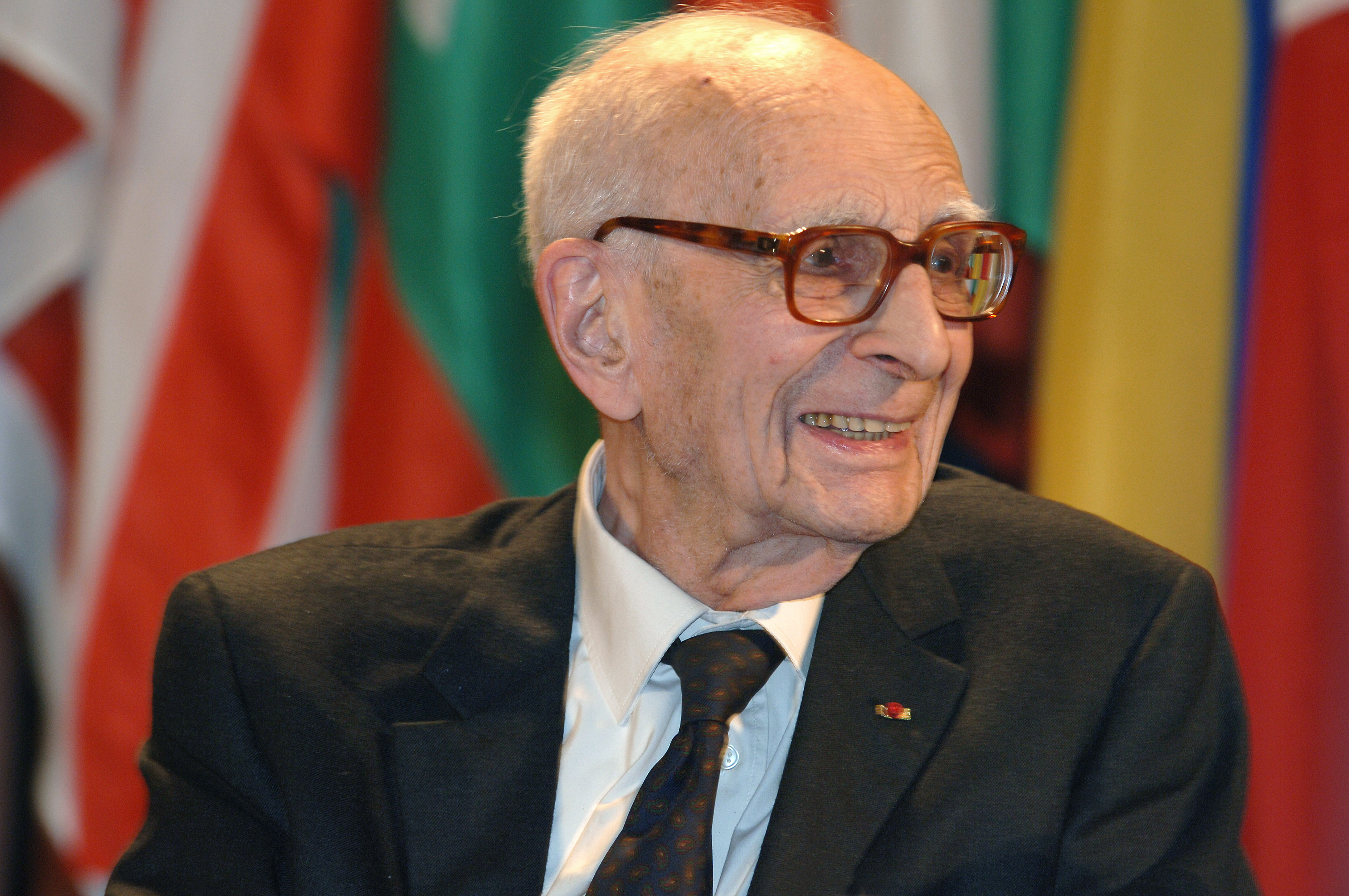
클로드 레비스트로스

클로드 레비스트로스(프랑스어: Claude Lévi-Strauss IPA: [klod levi stʁos], 1908년 11월 28일 ~ 2009년 10월 31일)는 프랑스의 인류학자이다. 레비스트로스는 인간의 사회•문화를 이해하는 방법으로서 구조주의를 개척하고 문화상대주의를 발전시켰다.

## 개요
레비스트로스는 <슬픈 열대>에서 문화는 나라마다 다르긴해도 더 우월하거나 열등하고 야만적인 문화는 없다고 단언함으로써, 서구중심주의와 인종주의 그리고 서구의 오만과 편견을 깨는데 기여했다. 원주민의 과거 식인풍습조차도 종교적 차원의 문화 현상으로 함부로 나쁘다고 매도할 수 없다고 했으며 오히려 서구 근대 문명의 대규모 학살과 전쟁으로 빚어진 야만성과 잔인성을 비판했다. 또한, 그는 모든 사회관계나 사회적 행위는 우리가 사회를 보는 방식을 결정하는 개념적 대립쌍들에 의해 구조화 된다고 보았다. 예를 들어 남자와 여자, 인간과 동물 등과 같이 개념적 대립쌍들을 통해 그 사회를 보면 설명이 가능하다고 보았다.

## 생애
벨기에 브뤼셀에서 유대인계 프랑스인으로 태어났다. 부모는 프랑스 국적을 가진 유대인이었고, 부친은 인상파 화가였다. 부친이 그리는 그림은 잘 팔리지 않아 포목공예, 가구공예등을 해서 생계를 유지했다. 제1차 세계대전이 일어나자 부친은 징병되었고, 레비스트로스는 유대교 랍비인 외할아버지댁에서 살았다.
고등학생때부터 마르크스주의를 배웠으며, 파리대학교 법학부와 소르본대학교에서 법학과 철학을 공부했다. 대학생 시절에 심리학, 정신분석학 공부에 재미를 붙였고, 장자크 루소를 공부하기도 했다.
1934년 브라질 상파울루 대학 사회학 교수로 재직하였으며, 제2차 세계대전이 일어나 프랑스가 나치 독일에 점령되자 유대인 박해를 피해서 미국으로 망명했다. 미국 록펠러 재단에서 추친한 유럽학자 구명계획 덕분에 미국으로 초청되는 형식이었다. 1940년대에 뉴욕시 사회연구학교 객원 교수를 지냈으며,1950년에서 1974년까지 파리대학교의 민족학연구소장을 지냈다. 미국 망명시기에 구조주의 언어학자인 로만 야콥슨, 인류학자 프란츠 보아스 등과 만나 구조언어학에 흥미를 보이기도 했다. 전쟁이 끝난후에 프랑스에 돌아간 레비스트로스는 미국에 문정관 자격으로 돌아왔으며, 미국공립도서관의 자료들을 읽음으로써 논문 《친족의 기본구조》를 썼다.(1945-1948년).1958년 프랑스 콜레주 드 프랑스 인류학과 정교수가 되었다. 1967년 몬트리올에서 열리는 세계 박람회에서 에드몽 자베스, 장 폴 사르트르, 알베르 카뮈와 함께 네 명의 프랑스 작가 중 하나로 선정되는 영예를 안았다. 그는 대한민국에 1981년,한국학중앙연구원의 초청을 받아 방문했다.
2009년 100세의 나이로 파리에서 사망했다.

## 신화 연구

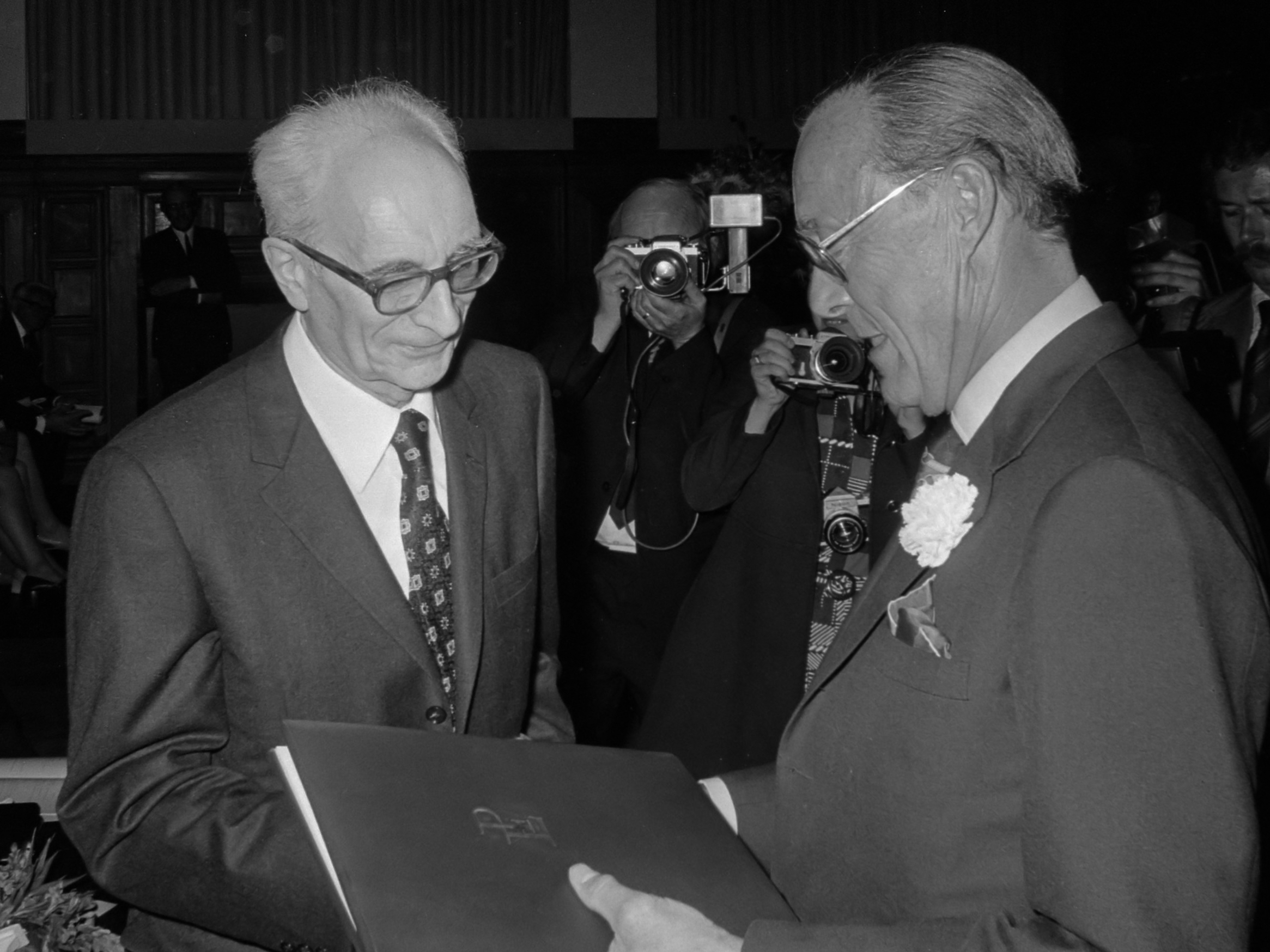
1973년, 에라스무스상을 받는 레비스트로스

그는 인간의 삶을 특정한 방식으로 규정하는 보편적 규칙을 찾는 데 노력했다. 원시사회를 통해 보편적 규칙을 탐구하던 그는 원시사회가 공통적으로 가지고 있던 '신화'에 주목했다. 이때 신화란 '그 사회가 지니고 있는 해결되지 않는 모순을 상상적으로 해결하려는 이야기'이다. 이는 인간이 절대 해결할 수 없는 문제를 자연스럽게 이야기 속에서 해결된 것처럼 옮김으로써 그 문제에 대한 불안을 줄이려 했다는 것이다. 그가 본 신화는 불안 해소를 위한 도구이자, 그 결과물이라고 할 수 있다.

## 작품 목록

### 한글로 번역된 책들
- 《신화와 의미》, 이끌리오 ISBN 89-88295-41-2
- 《슬픈 열대》, 한길사 ISBN 89-356-5174-5
- 《야생의 사고》, 한길사 ISBN 89-356-3072-1
- 《신화학 1 - 날것과 익힌 것》, 한길사 ISBN 89-356-5654-2
- 《신화학 2 - 꿀에서 재까지》, 한길사 ISBN 978-89-356-5743-8
- 《보다 듣다 읽다》, 이매진 ISBN 89-90816-14-9
- 《우리는 모두 식인종이다》, 아르테 ISBN 978-89-509-6144-2
- 《달의 이면》, 문학과지성사 ISBN 978-89-320-2675-6
- 《오늘날의 토테미즘》, 문학과지성사 ISBN 978-89-320-2338-0

## 같이 보기
- 비교신화학

## 참고 문헌
1. ↑  동서양고전의 이해 15장 레비스트로스,슬픈열대/한균자등이 씀/한국방송통신대학교 p 325
2. ↑  정윤수, 《20세기 인물 100과 사전》, 숨비소리, 2008년, 88
3. ↑  동서양고전의 이해 15장 레비스트로스,슬픈열대/한균자등이 씀/한국방송통신대학교 p 326-327
4. ↑  동서양고전의 이해 15장 레비스트로스,슬픈열대/한균자등이 씀/한국방송통신대학교 p 327
5. ↑  원용진, 《새로 쓴 대중문화의 패러다임》, 한나래, 2010, p. 290